# Oswal Álvarez
Oswal Andrés Álvarez Salazar (* 11. června 1995, Maicao, Kolumbie) je kolumbijský fotbalový útočník, který od léta 2012 působí v belgickém klubu RSC Anderlecht, kam přišel z kolumbijského mužstva Academia FC.

## Klubová kariéra
- Academia FC (mládež)
- Academia FC 2011–2012
- RSC Anderlecht 2012–